# Torsten Persson
Torsten Erik Persson (* 18. April 1954 in Stockholm) ist ein schwedischer Ökonom.

## Leben
Persson studierte und promovierte an der Universität Stockholm. Dort ist er ab 1998 Direktor des Institute for International Economic Studies. Außerdem hat er eine Professur an der London School of Economics and Political Science. Seine Publikation sind zumeist im Bereich der neueren  Politischen Ökonomie und  Institutionellen Ökonomie angesiedelt. Persson war u. a. Präsident der Europäischen Ökonomischen Vereinigung. 2001 wurde Persson Mitglied der American Academy of Arts and Sciences, 2011 erhielt er die Ehrendoktorwürde der Universität Mannheim. 2012 wurde er zum korrespondierenden Mitglied (Corresponding Fellow) der British Academy gewählt. Für 2022 wurde er mit dem BBVA Foundation Frontiers of Knowledge Award ausgezeichnet.

## Werk
- Persson und Tabellini: Political Economics: Explaining Economics Policy. MIT Press, Cambridge 2000